# Elvis Nolasco
Elvis Nolasco (New York, 19 dicembre 1968) è un attore statunitense.

## Carriera
È apparso in diverse opere del regista Spike Lee, tra cui Clockers, Oldboy e Il sangue di Cristo.
Nel 2015 interpreta Carter Nix nella prima stagione della serie American Crime. In seguito tornò nella seconda stagione della serie nei panni di un altro personaggio.
Il suo ultimo lavoro di produzione include il cortometraggio fantasy del 2022, Ro & the Stardust, che ha ricevuto premi degni di nota durante il DTLA Film Festival del 2022 e il Philadelphia Film Festival. Nel 2018, ha debuttato con successo alla regia al Pan African Film Festival (PAFF) di Los Angeles per il suo cortometraggio, Time 2 Surrender, di cui ha scritto, prodotto, diretto e interpretato.
Nel 2024 interpreta il bizzarro protagonista del film horror Mr. Crocket.

## Filmografia parziale

### Cinema
- Clockers, regia di Spike Lee (1995)
- Una coppia di scoppiati (I'm Not Rappaport), regia di Herb Gardner (1996)
- Oldboy, regia di Spike Lee (2013)
- Il sangue di Cristo (Da Sweet Blood of Jesus), regia di Spike Lee (2014)
- Roxanne Roxanne, regia di Michael Larnell (2017)
- Mr. Crocket, regia di Brandon Espy (2024)
- Carved - La zucca assassina (Carved), regia di Justin Harding (2024)

### Televisione
- New York Undercover – serie TV, un episodio (1995)
- Law & Order - I due volti della giustizia (Law & Order) – serie TV, un episodio (1995)
- NYPD - New York Police Department (NYPD Blue) – serie TV, un episodio (1997)
- Squadra emergenza (Third Watch) – serie TV, un episodio (2000)
- Law & Order - Unità vittime speciali (Law & Order: Special Victims Unit) – serie TV, un episodio (2004)
- Miracle's Boys – serie TV, 3 episodi (2005)
- American Crime – serie TV, 21 episodi (2015-2016)
- Claws – serie TV, 7 episodi (2017-2018)
- She's Gotta Have It – serie TV, 9 episodi (2017-2019)
- All American – serie TV, 7 episodi (2018-2020)
- Godfather of Harlem – serie TV, 23 episodi (2019-2023)

## Doppiatori italiani
Nelle versioni in italiano delle opere in cui ha recitato, Elvis Nolasco è stato doppiato da:
- Andrea Ward in Clockers
- Alessandro Quarta in Law & Order - I due volti della giustizia
- Diego Suarez in Oldboy
- Riccardo Scarafoni in American Crime
- Luca Ghignone in She's Gotta Have It
- Paolo Marchese in All American
- Luigi Ferraro in Godfather of Harlem